# Concert du nouvel an 1965 à Vienne
Le concert du nouvel an 1965 de l'orchestre philharmonique de Vienne, qui a lieu le 1er janvier 1965, est le 25e concert du nouvel an donné au Musikverein, à Vienne, en Autriche. Il est dirigé pour la 11e fois consécutive par le chef d'orchestre autrichien Willi Boskovsky.
Johann Strauss II y est toujours le compositeur principal, mais son frère Josef est représenté avec cinq pièces, son autre frère Eduard avec deux œuvres, et leur père Johann clôt le concert avec sa célèbre Marche de Radetzky.
Cinq pièces sur les dix-sept au total sont jouées pour la première fois au concert du nouvel an.

## Programme
Les pièces suivies d'un astérisque (*) sont jouées pour la première fois.

### Première partie
1. Johann Strauss II : Kaiserwalzer, valse, op. 437
2. Eduard Strauss : Augensprache, polka française, op. 119*
3. Josef Strauss : Plappermäulchen, polka rapide, op. 245
4. Johann Strauss II : Wo die Citronen blüh'n!, valse, op. 364
5. Josef Strauss : Arm in Arm, polka-mazurka, op. 215
6. Johann Strauss II : Perpetuum mobile. Ein musikalischer Scherz, scherzo, op. 257

### Deuxième partie
1. Johann Strauss II : ouverture de l'opérette Waldmeister
2. Josef Strauss : Delirien-Walzer, valse, op. 212
3. Johann Strauss II et Josef Strauss : Pizzicato-Polka, polka
4. Johann Strauss : Loreley-Rheinklänge, valse, op. 154*
5. Eduard Strauss : Mit Dampf, polka rapide, op. 70*
6. Johann Strauss II : Fledermaus-Quadrille, quadrille, op. 363*
7. Johann Strauss II : Etwas Kleines, polka française, op. 190*
8. Josef Strauss : Jokey-Polka, polka rapide, op. 278

### Rappels
1. Josef Strauss : Eingesendet, polka rapide, op. 240
2. Johann Strauss II : Le Beau Danube bleu, valse, op. 314
3. Johann Strauss : Marche de Radetzky, marche, op. 228